# Antepipona glabrata
Antepipona glabrata är en stekelart som beskrevs av Gusenleitner 1972. Antepipona glabrata ingår i släktet Antepipona och familjen Eumenidae. Inga underarter finns listade i Catalogue of Life.